# (9568) 1988 AX4
A (9568) 1988 AX4 a Naprendszer kisbolygóövében található aszteroida. Henri Debehogne fedezte fel 1988. január 13-án.